# Stu Nahan
Stu Nahan (* 23. Juni 1926 in Los Angeles, Kalifornien, USA; † 26. Dezember 2007 ebenda) war ein US-amerikanischer Sportkommentator und Schauspieler.

## Leben
Geboren in den USA, zog er im Alter von zwei Jahren mit seiner Mutter nach Kanada, wo er mit dem Eishockey begann. Er besuchte die McGill University in Montreal und spielte als Torwart im Eishockeyteam der Universität. 1946 unterschrieb er einen Vertrag bei den Toronto Maple Leafs in der National Hockey League.
Nach dem Ende seiner aktiven Sportkarriere sprach er einen Charakter in einer täglichen Zeichentrickserie im Kinderfernsehen von Sacramento. Zudem begann er als Sportkommentator zu arbeiten. Bald war er für zahlreiche lokale Fernsehstationen in Kalifornien als Sportkommentator tätig, unter anderem für KABC (1968–1977), KNBC (1977–1986) und KTLA (1988–1999).
Er trat in zahlreichen Filmen und Serien als Nachrichtensprecher oder Sportkommentator auf, darunter in den sechs Rocky-Filmen, Schütze Benjamin, Baywatch – Die Rettungsschwimmer von Malibu und Sabrina – Total Verhext!.
Am 26. Dezember 2007 starb er an Krebs. Er war verheiratet und hatte drei Kinder.

## Auszeichnungen
Ihm wurde ein Stern auf dem Hollywood Walk of Fame gewidmet.

## Filmografie (Auswahl)
- 1976: Rocky
- 1979: Rocky II
- 1980: Schütze Benjamin (Private Benjamin)
- 1982: Rocky III – Das Auge des Tigers (Rocky III)
- 1985: Rocky IV – Der Kampf des Jahrhunderts (Rocky IV)
- 1990: Rocky V
- 2006: Rocky Balboa